# Joseph Karl Truchseß von Waldburg-Zeil-Wurzach
Joseph Karl Maria Wunibald Thaddäus Reichserbtruchseß von Waldburg-Zeil-Wurzach (* 15. August 1712; † 9. Januar 1786) war Dompropst in Köln.
Zeil-Wurzach erhielt 1721 eine Präbende und wurde 1731 Domherr in Köln sowie 1738 Kanoniker an St. Gereon (Köln). Seit 1756 das Amt eines Domscholasters bekleidend, wählte ihn das Kapitel von St. Gereon 1760 zu seinem Dechanten. Ein Jahr später, 1761, wurde er durch das Kölner Domkapitel zum Domdechanten gewählt, womit er das Amt des Domscholasters aufgeben musste, nun aber der „Geschäftsführer“ des Kölner Domkapitels war. 1767 vertauschte er jedoch das Domdekanat mit der Dompropstei und auch in St. Gereon stieg er 1784 vom Stiftsdechanten zum Propst auf.